# App Store
App Store er en virtuel butik udviklet af Apple Inc. til distribution af applikationer til henholdsvis iPhone, iPod Touch og iPad. App Store er tilgængelig via iTunes eller "App Store"-applikationen, som er at finde på alle håndholdte Apple-apparater med iPhone OS 2.0 eller nyere.
Lørdag den 22. januar 2011 klokken 11:26 dansk tid rundede App Storen 10.000.000.000 (ti milliarder) downloads siden sommeren 2008, hvor den virtuelle butik startede, hvilket udløste et gavekort med en værdi af 10.000 $ til selv samme App Store.

## Mac App Store
Den 20. oktober 2010 annoncerede Apple Mac App Store. Den minder om den til iOS enheder, men den har kun programmer til Mac computere.